# Minerals and Metals Group
Die Minerals and Metals Group ist ein australisch-chinesisches Bergbauunternehmen im Besitz von China Minmetals. Es entstand 2009, als China Minmetals Teile von OZ Minerals erwarb.

## Vorkommen
| Vorkommen           | Koordinaten                       | Land                   | Rohstoff       | Kommentar                |
| ------------------- | --------------------------------- | ---------------------- | -------------- | ------------------------ |
| Lawn Hill / Century | 18° 43′ 27,7″ S, 138° 35′ 59,4″ O | Australien             | Blei/Zink      | 2015 stillgelegt         |
| Golden Grove        | 28° 44′ 0″ S, 116° 57′ 0″ O       | Australien             | Blei/Zink      |                          |
| Roseberry           | 41° 46′ 27,7″ S, 145° 32′ 22,3″ O | Australien (Tasmanien) | polymetallisch |                          |
| Sepon               | 16° 57′ 37,5″ N, 106° 0′ 9,8″ O   | Laos                   | Kupfer, Gold   |                          |
| Las Bambas          | 14° 5′ 23,9″ S, 72° 20′ 10,4″ W   | Peru                   | Kupfer         | Produktionsaufnahme 2016 |

Das Erz vom Vorkommen Century wurde über den Hafen Karumba Port () verschifft.

## Umweltzerstörung und Proteste dagegen
In der Aufbereitungsanlage des Bergwerkes Las Bambas kam es nur wenige Wochen nach der Inbetriebnahme zu schweren Umweltschäden, als das Auffangbecken der Konzentrationsanlage überlief. Die Bewohner des benachbarten Dorfes Fuerabamba wehren sich seit dem Jahre 2015 gegen die Umweltzerstörung durch den Bergbau und gegen die Missachtung ihrer Rechte unter anderem durch Straßenblockaden. Einige Demonstranten kostete dies das Leben.